# Fernsehtag
Als Fernsehtag bezeichnet man die Zeit von 6 Uhr am Morgen eines Tages bis 6 Uhr am Morgen eines Folgetages.
Diese Definition weicht vom in der Bevölkerung üblichen Kalendertag ab, so dass für 6. Juni 2:00 angekündigte Sendungen die Ausstrahlung erst früh am Folgetag erfolgt. Regelungen für Fernsehwerbung, für den Jugendschutz und diverse andere zeitlichen Abläufe in den Sendeanstalten richten sich hieran aus.
Bei der Arbeitsgemeinschaft Fernsehforschung und der GfK, die auch die Einschaltquoten erfasst, läuft der Fernsehtag seit Januar 1995 jeweils bis 3 Uhr.
In Japan ist der Fernsehtag ebenfalls verschoben, jedoch wird bei der Uhrzeit einfach nach 24:00 weitergezählt, d. h. für obige Sendung würde als Ausstrahlungszeit der 6. Juni 26:00 angegeben.